# Nguyễn Trung Cường
Nguyễn Trung Cường (* 27. Februar 2000) ist ein vietnamesischer Leichtathlet, der sowohl im Hindernislauf als auch im Mittel- und Langstreckenlauf an den Start geht.

## Sportliche Laufbahn
Erste internationale Erfahrungen sammelte Nguyễn Trung Cường im Jahr 2017, als er bei den Jugendasienmeisterschaften in Bangkok in 6:01,16 min die Silbermedaille über 2000 m Hindernis gewann. Im Jahr darauf belegte er bei den Juniorenasienmeisterschaften in Gifu in 3:56,12 min den achten Platz im 1500-Meter-Lauf und gewann über 3000 m Hindernis in 8:59,32 min die Bronzemedaille. Anschließend gelangte er bei den U20-Weltmeisterschaften in Tampere mit 9:04,38 min auf Rang zehn im Hindernislauf. 2019 gewann er bei den Südostasienspielen in Capas in 9:04,54 min die Silbermedaille hinter seinem Landsmann Đỗ Quốc Luật. 2023 wurde er bei den Hallenasienmeisterschaften in Astana mit 8:20,81 min Sechster im 3000-Meter-Lauf und stellte damit einen neuen Landesrekord auf. Im Mai siegte er dann in 8:51,99 min über 3000 m Hindernis bei den Südostasienspielen in Phnom Penh und kam im Juli bei den Asienmeisterschaften in Bangkok nicht ins Ziel. Im Oktober wurde er bei den Asienspielen in Hangzhou im Hindernislauf disqualifiziert. 
2025 belegte er bei den Asienmeisterschaften in Gumi in 8:38,25 min den fünften Platz über 3000 m Hindernis und stellte damit einen neuen Landesrekord auf.
2019 wurde Nguyễn vietnamesischer Meister im 3000-Meter-Hindernislauf.

## Persönliche Bestleistungen
- 1500 Meter: 3:56,12 min, 8. Juni 2018 in Gifu
  - 3000 Meter: 8:20,81 min, 12. Februar 2023 in Astana (vietnamesischer Rekord)
- 3000 m Hindernis: 8:38,25 min, 29. Mai 2025 in Gumi (vietnamesischer Rekord)